# Todo por el juego
Todo por el juego és una sèrie co-produïda per Mediapro i Directy a Espanya i Argentina. Està dirigida per Daniel Calparsoro i el guió és de Eduardo Sacheri i es va gravar el 2018 a Buenos Aires i a Espanya.
El gener de 2019 es va confirmar que la sèrie s'havia renovat per una seona temporada, que es va estrenar el 3 de novembre del mateix any.

## Sinopsi
La sèrie, basada en la novel·la homònima de Javier Tebas, president de la Lliga Nacional de Futbol Professional, i Pedro Torrens, gira sobre el món sòrdid de les apostes i la corrupció dins el futbol, que transcendeix als sectors de la política i els empresaris.

## Repartiment
| Lucas Velasco       | Lucas Caffaro     |
| Pedro Casablanc     | Fernando Saldaña  |
| Marian Álvarez      | Susana Rearte     |
| Patricia Vico       | Nuria Ballesteros |
| Toni Corvillo       | Andalús           |
| Carlos Noriega      | Soto              |
| Noelia Castaño      | Ximena            |
| Joaquín Abad        | Álvaro Velasco    |
| Roberto Enríquez    | Mariano Hidalgo   |
| María Molins        | Mari Carmen       |
| Andrés Gertrúdix    | Torcaz            |
| Hugo Guzmán         | Pepote            |
| Juan Martín Gravina | Gerardo Picos     |
| César Mateo         | Daniel            |
| Harlys Becerra      | Francisco Rojas   |
| José Ygarza         | José              |
| Toni Sevilla        | Julián Lacarra    |
| María de Nati       | Lucrecia          |
| Rubén Sanz          | Delgado           |
| Edson De Souza      | Domígnues         |
| Kevin Sánchez       | Manizales         |
| Roberto Drago       | Fernando Correas  |
| Will Shephard       | Armando           |

## Temporades i episodis

### Temporada 1
| Núm. | Títol                                 | Direcció          | Guió              | Data d'emissió original |
| ---- | ------------------------------------- | ----------------- | ----------------- | ----------------------- |
| 1    | «Los cruzados»                        | Daniel Calparsoro | Isabel Peña       | 18 de novembre de 2018  |
| 2    | «Todos esconden algo»                 | Daniel Calparsoro | Michel Gaztambide | 18 de novembre de 2018  |
| 3    | «Sangre nueva»                        | Daniel Calparsoro | Eduardo Sacheri   | 25 de novembre de 2018  |
| 4    | «Tus errores me salpican»             | Daniel Calparsoro | Carlos Moreno     | 2 de desembre de 2018   |
| 5    | «La frase adecuada»                   | Daniel Calparsoro | Carlos Moreno     | 9 de desembre de 2018   |
| 6    | «Déjate el pelo largo»                | Daniel Calparsoro | Eduardo Sacheri   | 16 de desembre de 2018  |
| 7    | «No sabéis dónde os habéis metido»    | Daniel Calparsoro | Eduardo Sacheri   | 23 de desembre de 2018  |
| 8    | «Quiero ver como te conviertes en mí» | Daniel Calparsoro | Eduardo Sacheri   | 30 de desembre de 2018  |

### Temporada 2
| Núm. | Títol                                    | Direcció          | Guió            | Data d'emissió original |
| ---- | ---------------------------------------- | ----------------- | --------------- | ----------------------- |
| 1    | «Empieza el juego»                       | Daniel Calparsoro | Eduardo Sacheri | 3 de novembre de 2019   |
| 2    | «¿Hasta dónde estás dispuesto a llegar?» | Daniel Calparsoro | Eduardo Sacheri | 10 de novembre de 2019  |
| 3    | «A la fuerza»                            | Daniel Calparsoro | Germán Aparicio | 17 de novembre de 2019  |
| 4    | «A pelear»                               | Daniel Calparsoro | Tom Fernández   | 24 de novembre de 2019  |
| 5    | «La verdad»                              | Daniel Calparsoro | Alejo Flah      | 1 de desembre de 2019   |
| 6    | «Hasta el final»                         | Daniel Calparsoro | Germán Aparicio | 8 de desembre de 2019   |
| 7    | «Todo tiene consecuencias»               | Daniel Calparsoro | Tom Fernández   | 15 de desembre de 2019  |
| 8    | «No estamos solos»                       | Daniel Calparsoro | Eduardo Sacheri | 22 de desembre de 2019  |